# Montabon
Montabon est une ancienne commune française, située dans le département de la Sarthe en région Pays de la Loire, devenue le 1er octobre 2016 une commune déléguée au sein de la commune nouvelle de Montval-sur-Loir.
Elle est peuplée de 696 habitants.
La commune fait partie de la province historique du Maine, et se situe dans le Haut-Maine.

## Géographie
La commune est située à mi-distance entre Le Mans et Tours. Une sortie sur l'autoroute A28 se trouve sur le territoire de la commune.
| Lavernat           | Luceau          | Château-du-Loir (comm. nouv. de Montval-sur-Loir) |
| Vaas               | Montabon        | Château-du-Loir (comm. nouv. de Montval-sur-Loir) |
| La Bruère-sur-Loir | Nogent-sur-Loir | Dissay-sous-Courcillon                            |

## Toponymie
Le nom de la localité est attesté sous les formes de Monitisabonici en 1068, eccl. Montis Abonici en 1070, de Monte Abonis en 1146 et de Montabonti vers 1330. Le toponyme est issu du latin mons, « mont », « montagne » et d'un anthroponyme germanique tel qu'Abbo ou Abonitus.
Le gentilé est Montabonais.

## Histoire
En 1256, Geoffroy de Verneuil, homme d'armes, seigneur de Bannes et de Montabon, vend au chapitre de la cathédrale du Mans, pour 200 livres tournois, les dîmes de ces deux paroisses : ces dîmes furent alors données à ferme pour 15 livres tournois.
En 1822, le sieur Bellanger lègue au pauvres de Montabon, une rente temporaire de 100 francs, qui ne courra qu'à partir du décès du testateur et de son épouse, et qui cessera d'être servie un an après le décès de leur fille unique.
Le 1er octobre 2016, Montabon intègre avec deux autres communes la commune de Montval-sur-Loir créée sous le régime juridique des communes nouvelles instauré par la loi no 2010-1563 du 16 décembre 2010 de réforme des collectivités territoriales. Les communes de Château-du-Loir, Montabon et Vouvray-sur-Loir deviennent des communes déléguées et Château-du-Loir est le chef-lieu de la commune nouvelle.

## Héraldique
| Blason de Montabon | Blason  | D'argent à la roue de sable posée sur un filet en fasce du même, accompagnée en chef de deux grappes de raisin de pourpre et soutenue d'une mer d'azur. |
| Blason de Montabon | Détails | |

## Politique et administration
| Période                                  | Période        | Identité           | Étiquette | Qualité                                                     |
| ---------------------------------------- | -------------- | ------------------ | --------- | ----------------------------------------------------------- |
| v. 1970                                  | mars 1983      | Pierre Thomas      | PCF       | Conseiller général du canton de Château-du-Loir (1976-1982) |
| mars 1983                                | septembre 2016 | Claude Charbonneau | SE        |                                                             |
| Les données manquantes sont à compléter. |                |                    |           |                                                             |

Le conseil municipal est composé de quinze membres dont le maire et trois adjoints<.

## Démographie
En 2021, la commune comptait 696 habitants. Depuis 2004, les enquêtes de recensement dans les communes de moins de 10 000 habitants ont lieu tous les cinq ans (en 2007, 2012, 2017, etc. pour Montabon) et les chiffres de population municipale légale des autres années sont des estimations.
| 1793 | 1800 | 1806 | 1821 | 1831 | 1836 | 1841 | 1846 | 1851 |
| ---- | ---- | ---- | ---- | ---- | ---- | ---- | ---- | ---- |
| 588  | 540  | 625  | 724  | 634  | 578  | 534  | 503  | 478  |

| 1856 | 1861 | 1866 | 1872 | 1876 | 1881 | 1886 | 1891 | 1896 |
| ---- | ---- | ---- | ---- | ---- | ---- | ---- | ---- | ---- |
| 474  | 504  | 481  | 459  | 482  | 474  | 456  | 480  | 496  |

| 1901 | 1906 | 1911 | 1921 | 1926 | 1931 | 1936 | 1946 | 1954 |
| ---- | ---- | ---- | ---- | ---- | ---- | ---- | ---- | ---- |
| 497  | 491  | 489  | 524  | 574  | 646  | 583  | 587  | 616  |

| 1962 | 1968 | 1975 | 1982 | 1990 | 1999 | 2007 | 2011 | 2016 |
| ---- | ---- | ---- | ---- | ---- | ---- | ---- | ---- | ---- |
| 602  | 556  | 656  | 664  | 704  | 713  | 777  | 790  | 747  |

| 2019 | - | - | - | - | - | - | - | - |
| ---- | - | - | - | - | - | - | - | - |
| 712  | - | - | - | - | - | - | - | - |

## Lieux et monuments
- Église Saint-Aignan avec une nef du XIe siècle et un chœur du XVe siècle.
- La rotonde ferroviaire annexe de la gare de Château-du-Loir.

## Activité et manifestations

### Sports
La commune propose chaque année la course cycliste « La pédale montabonnaise ».

## Personnalités liées à la commune
- Robert Dupont (1874-1949), peintre, y est mort.